# 文升镇
文升乡，是中华人民共和国四川省遂宁市射洪市下辖的一个乡镇级行政单位。2019年9月，撤销文升乡，设立文升镇，以原文升乡所属行政区域为文升镇的行政区域。

## 行政区划
文升乡下辖以下地区：
文星社区、永安社区、五马桥村、广龙村、白猴村、银鸭村、金鱼村、青龙村、玄龙村、高石阶村、慧灵寺村、水口庙村、灶王庙村、石碑垭村、邓城垭村、莲花滩村和双水庙村。